# Поцо д'Ада
По̀цо д'А̀да (на италиански: Pozzo d'Adda, на западноломбардски: Pozz, Поц) е градче и община в Северна Италия, провинция Милано, регион Ломбардия. Разположено е на 164 m надморска височина. Населението на общината е 5923 души (към 2010 г.).